# ألفرد إي. نوفاك
ألفرد إي. نوفاك (بالإنجليزية: Alfredo Ernest Novak؛ بالبرتغالية: Alfredo Ernest Novak) هو عالم عقيدة أمريكي وبرازيلي، ولد في 2 يونيو 1930 في دوايت في الولايات المتحدة، وتوفي في 3 نوفمبر 2014.